# Sundance Kid
Harry Alonzo Longabaugh, mer känd som Sundance Kid, född 1867 i Mont Clare, Pennsylvania, förmodligen död 7 november 1908 nära San Vicente, Bolivia, var en amerikansk laglös bank- och tågrånare, och medlem av Wild Bunch. Han tog namnet Sundance efter att ha suttit 18 månader i fängelse i Sundance, Wyoming för häststöld år 1887. För gripandet stod sheriffen Ryan från Crook County som fick tag i honom i Miles City, Montana.

## Barndomen
Harry A. Longabaugh föddes 1867 på våren på 122 Jacobs Street i Mont Clare, Pennsylvania. Familjen var fattig och djupt religiös. Hans föräldrar var Josiah och Annie (Place) Longabaugh. Han hade två bröder, Elwood och Harvey, och två systrar, Samanna och Emma. Den unge Harry lämnade hemmet för västern den 30 augusti år 1882 endast femton år gammal. Familjen bodde då i en hyresfastighet på 354 Church Street i Phoenixville i Pennsylvania.

## Sundance Kid gifter sig

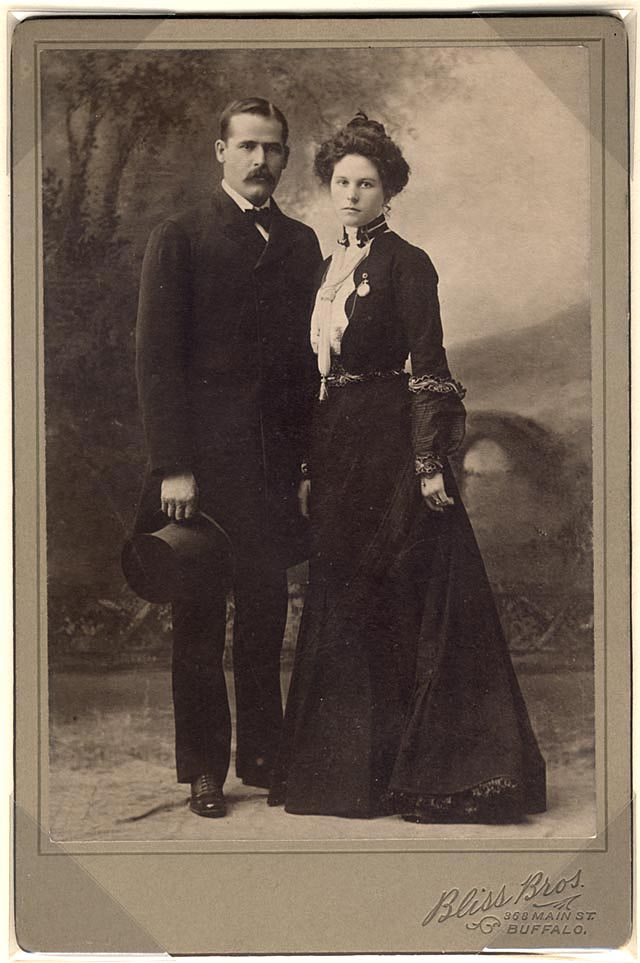
Sundance Kid och makan Etta Place.

Harry A. Longabaugh, med alias Sundance Kid och Harry Place, syns här med sin fru Ethel alias Etta Place. Detta kort togs i januari 1901 hos DeYoung Photography Studio, som låg på 826 Broadway i New York City och är antagligen ett bröllopskort. Därefter utgjorde kortet (originalet) en del av Pinkertons Detektivbyrås hemliga arkiv. En kopia sändes av Sundance till hans vän David Gillespie hemma i Wyoming, i brevet förklarade han att han hade träffat sin hustru under ett tidigare besök i Texas.

## Sydamerika
1901 flydde Sundance och kompanjonen Butch Cassidy till New York och sedan till Argentina.
De dödades av soldater i Bolivia 1908 eller 1909. Det har dock påståtts att det inte var deras kroppar i gravarna, något som har undersökts med DNA-teknik, dock med oklara resultat. Det ryktades att båda överlevde i Uruguay eller i USA under antagna namn. Det finns tecken[källa behövs] som tyder på att Sundance återvände till USA och dog där 1936[källa behövs].

## I populärkultur
I spelfilmen Butch Cassidy och Sundance Kid (1969) gestaltas Sundance Kid av Robert Redford och Butch Cassidy av Paul Newman. Rockbandet Kent från Eskilstuna har gjort en låt med titeln "Sundance Kid" på sitt album Vapen & ammunition från 2002.